# Volta a Alemanya 2005

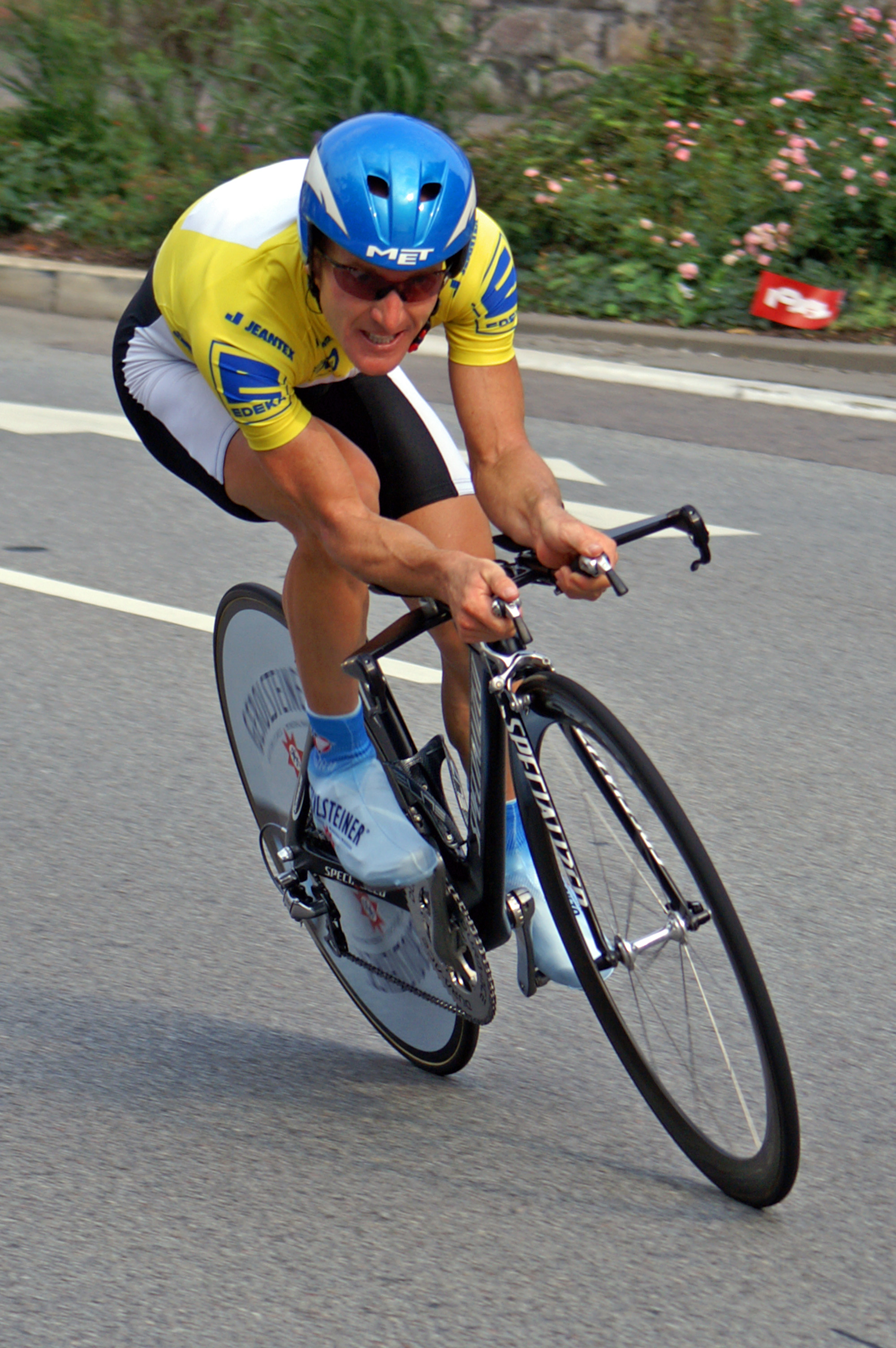
Levi Leipheimer durant la prova contrarellotge

La Volta a Alemanya 2005 (Deutschland Tour 2005), 29a edició de la Volta a Alemanya es va córrer entre el 15 i el 23 d'agost. La cursa formava part del calendari UCI ProTour 2005.
El vencedor final fou l'estatunidenc Levi Leipheimer (Gerolsteiner) per davant de Jan Ullrich i Georg Totschnig. La classificació dels punts que recaigué en mans de Daniele Bennati, i la de la muntanya pel mateix Leipheimer. L'equip Liberty Seguros-Würth guanyà la classificació per equips.

## Equips participants
Hi prengueren part els 21 equips de 8 ciclistes cadascun. Els 20 equips UCI ProTour, més el Team Wiesenhof amb wild-card:
| Núm.    | Codi | Equip                          |
| ------- | ---- | ------------------------------ |
| 1-8     | QSI  | Quick Step-Innergetic          |
| 11-18   | CSC  | Team CSC                       |
| 21-28   | LSW  | Liberty Seguros-Würth          |
| 31-38   | TMO  | T-Mobile Team                  |
| 41-48   | PHO  | Phonak Hearing Systems         |
| 51-58   | DVL  | Davitamon-Lotto                |
| 61-68   | RAB  | Rabobank                       |
| 71-78   | FAS  | Fassa Bortolo                  |
| 81-88   | IBA  | Illes Balears-Caisse d'Epargne |
| 91-98   | LAM  | Lampre-Caffita                 |
| 101-108 | DSC  | Discovery Channel              |

| Núm.    | Codi | Equip                   |
| ------- | ---- | ----------------------- |
| 111-118 | COF  | Cofidis                 |
| 121-128 | GST  | Gerolsteiner            |
| 131-138 | BTL  | Bouygues Télécom        |
| 141-148 | EUS  | Euskaltel-Euskadi       |
| 151-158 | FDJ  | Française des Jeux      |
| 161-168 | LIQ  | Liquigas-Bianchi        |
| 171-178 | C.A  | Crédit Agricole         |
| 181-188 | SDM  | Domina Vacanze-De Nardi |
| 191-198 | SDV  | Saunier Duval-Prodir    |
| 201-208 | WIE  | Team Wiesenhof          |

## Recorregut i etapes
| Et. | Data       | Recorregut                     | Km    | Vencedor d'etapa | Líder de la general |
| 1a  | 15 d'agost | Altenburg - Plauen             | 3,6   | Bram Tankink     | Bram Tankink        |
| 2a  | 16 d'agost | Pegnitz - Bodenmais            | 178   | Filippo Pozzato  | Bram Tankink        |
| 3a  | 17 d'agost | Bodenmais - Kufstein (AUT)     | 182,6 | Daniele Bennati  | Bram Tankink        |
| 4a  | 18 d'agost | Kufstein (AUT) - Sölden (AUT)  | 214,9 | Levi Leipheimer  | Levi Leipheimer     |
| 5a  | 19 d'agost | Sölden (AUT) - Friedrichshafen | 174   | Daniele Bennati  | Levi Leipheimer     |
| 6a  | 20 d'agost | Friedrichshafen - Singen       | 218,4 | Maksim Iglinski  | Levi Leipheimer     |
| 7a  | 21 d'agost | Singen - Feldberg              | 188,8 | Cadel Evans      | Levi Leipheimer     |
| 8a  | 22 d'agost | Ludwigshafen - Weinheim (CRI)  | 214,3 | Jan Ullrich      | Levi Leipheimer     |
| 9a  | 23 d'agost | Bad Kreuznach - Bonn           | 34    | Daniele Bennati  | Levi Leipheimer     |

## Classificacions finals

### Classificació general
|     | Ciclista         | Equip                 | Temps       |
| --- | ---------------- | --------------------- | ----------- |
| DSQ | Levi Leipheimer  | Gerolsteiner          | 37h 24' 35" |
| DSQ | Jan Ullrich      | T-Mobile Team         | + 31"       |
| 3   | Georg Totschnig  | Gerolsteiner          | + 1'23"     |
| 4   | Jörg Jaksche     | Liberty Seguros-Würth | + 1'29"     |
| 5   | Cadel Evans      | Davitamon-Lotto       | + 1'53"     |
| 6   | Tadej Valjavec   | Phonak                | + 3'53"     |
| 7   | Fabian Jeker     | Saunier Duval-Prodir  | + 4'26"     |
| 8   | Marzio Bruseghin | Fassa Bortolo         | + 5'07"     |
| 9   | Saul Raisin      | Crédit Agricole       | + 6'03"     |
| 10  | Patrik Sinkewitz | Quick Step-Innergetic | + 6'30"     |

| Pos | Ciclista        | Equip           | Pts |
| --- | --------------- | --------------- | --- |
| 1   | Daniele Bennati | Lampre-Caffita  | 101 |
| 2   | Jörg Jaksche    | Liberty Seguros | 60  |
| DSQ | Levi Leipheimer | Gerolsteiner    | 54  |

| Pos | Ciclista        | Equip           | Pts |
| --- | --------------- | --------------- | --- |
| DSQ | Levi Leipheimer | Gerolsteiner    | 25  |
| 2   | Cadel Evans     | Davitamon-Lotto | 22  |
| 3   | Markus Fothen   | Gerolsteiner    | 21  |

### Classificació per equips
| Pos | Equip                      | Temps        |
| --- | -------------------------- | ------------ |
| 1   | Liberty Seguros-Würth Team | 112h 33' 56" |
| 2   | Gerolsteiner               | + 3'40"      |
| 3   | Davitamon-Lotto            | + 7'49"      |